# Robert John Braidwood
Pour les articles homonymes, voir Braidwood (homonymie).
Robert John Braidwood, né le 29 juillet 1907 à Detroit et mort le 15 janvier 2003 à Chicago, est un préhistorien américain, spécialiste du Néolithique du Proche-Orient.

## Biographie
Robert John Braidwood fait des études d'architecture à l'université du Michigan et, se formant en histoire ancienne et en préhistoire, participe en 1930 aux fouilles de Séleucie, sur le Tigre, au sud de Bagdad. Assistant à l'Oriental Institute de Chicago (1933-1938), il est membre de l'expédition d'Amouq, dirigée par James Henry Breasted, dans la plaine d'Antioche (Syrie).
En 1935, après une visite à Londres auprès du préhistorien australien Vere Gordon Childe, il dirige ses recherches vers le problème des origines du Néolithique du Proche-Orient et la question du passage de l'économie paléolithique, fondée sur la chasse, la pêche et la cueillette, à une économie de production.

## Fouilles
Il explore le nord de l'Irak (1948) avec une équipe composée, outre son épouse Linda, de géologues, de botanistes et de zoologues. A Jarmo, près de Souleimaniye, il découvre la première installation rurale en plein air appartenant au Néolithique et parachève ainsi les travaux de Khorsabad de Paul-Émile Botta. Il établit ainsi le lien entre Chalcolithique et Néolithique.
La mission prend malheureusement fin en raison du coup d’État en Irak de 1958. Braidwood décide alors de porter ses recherches en Iran. Il explore le site de Sarab, près de Kermanchah (1959-1960), et y découvre un village semblable à celui de Jarmo.
Responsable du projet commun sur la Préhistoire de la Turquie des universités d'Istanbul et de Chicago, il dirige le chantier de Çayönü, en Anatolie.

## Distinctions
Il reçoit en 1971 la médaille d'or de l'Institut archéologique américain.

## Publications
- Mounds in the Plain of Antioch : an archaeological Survey, Oriental Institute Publication no 48, 1937
- Prehistoric Man, 1946
- Jarmo : a village of early farmers in Iraq, in Antiquity no 24, 1950, p. 189-195 (avec Linda Braidwood)
- The Near East and the Foundation for Civilization, 1952
- Jericho and its setting in Near Eastern Prehistory, in Antiquity no 31, 1957
- Prehistoric Research in Southeastern Anatolia I, 1980 (avec H. Cambel)